# Konstantina (zangeres)
Konstantina Konstantinou (Grieks: Κωνσταντίνα Κωνσταντίνου) (Nicosia, 6 oktober 1963) is een Cypriotisch zangeres.

## Biografie
Konstantinou begon haar muzikale carrire in 1983, toen ze samen met Stavros Sideras intern werd geselecteerd door de Cypriotische openbare omroep om het eiland te vertegenwoordigen op het Eurovisiesongfestival 1983, dat gehouden zou worden in München, West-Duitsland. Daar eindigde het duo op de zestiende plek, vier landen achter zich latend, met het door Sideras gecomponeerde I agapi akoma zi.
In 1987 kwam haar debuutalbum op de markt. In 1997 deed ze opnieuw van zich spreken op het Eurovisiesongfestival, als componiste van Mana mou, het nummer waarmee Hara & Andros Konstantinou op de vijfde plaats eindigden.